# Chris White (arbitre)
Pour les articles homonymes, voir White et Chris White.
 Christopher Robert White, né le 17 juillet 1963 à Cheltenham est un arbitre international anglais de rugby à XV. 

## Carrière d'arbitre
Il a commencé par faire une double carrière de joueur et d'arbitre, puis s'est concentré sur l'arbitrage en 1990 à la suite d'une blessure à l'épaule.
Il a arbitré son premier match international le 20 mai 1998, il s'agissait d'un match opposant la Géorgie à la Russie.
Il est l'arbitre des finales de Coupe d'Europe 2003, 2005 et 2006.
Chris White a également arbitré un match de la Coupe du monde 1999, cinq matchs de la Coupe du monde 2003 (dont la petite finale entre la France et la Nouvelle-Zélande), et deux matchs de la Coupe du monde 2007.